# Richard Bauer (Architekt)
Richard Bauer (* 31. Januar 1875 in Düsseldorf; † 12. Januar 1935 ebenda) war ein deutscher Architekt und Innenarchitekt.

## Leben
Richard Erwin Bauer, Sohn des Schreiners Peter Bauer (1832–1901) und der Wilhelmine Bode (1833–1910), wurde auf der Düsselthaler Straße in Düsseldorf-Pempelfort geboren. So wie sein älterer Bruder August ging Richard Bauer nach einer Ausbildung im väterlichen Betrieb von 1890 bis 1894 an die Kunstgewerbeschule Düsseldorf. Im Schuljahr 1892/1893 erhielt Richard Bauer, nun Kunsttischler, für ein Jahr ein Stipendium aus der Aders-Tönnies-Stiftung.
Beim Wettbewerb um Zeichnungen zu „Mustergültigen Möbeln für Arbeiterwohnungen“, ausgeschrieben vom „Rheinischen Verein zur Förderung des Arbeiterwohnungswesen zu Düsseldorf“ zusammen mit der Firma Krupp aus Essen, erhielten Richard und August Bauer im Jahre 1902 den 2. Preis und 1907 den 3. Preis, dotiert mit je 500 Mark, für das Kriegerdenkmal in den Wiesbadener Nerotalanlagen.
Auf dem Gelände der Industrie- und Gewerbeausstellung von 1902 führte Richard Bauer zusammen mit Hermann vom Endt den Pavillon der Buderus’schen Eisenwerke und ein hohes schmales Haus der Firma Fredenhagen aus.

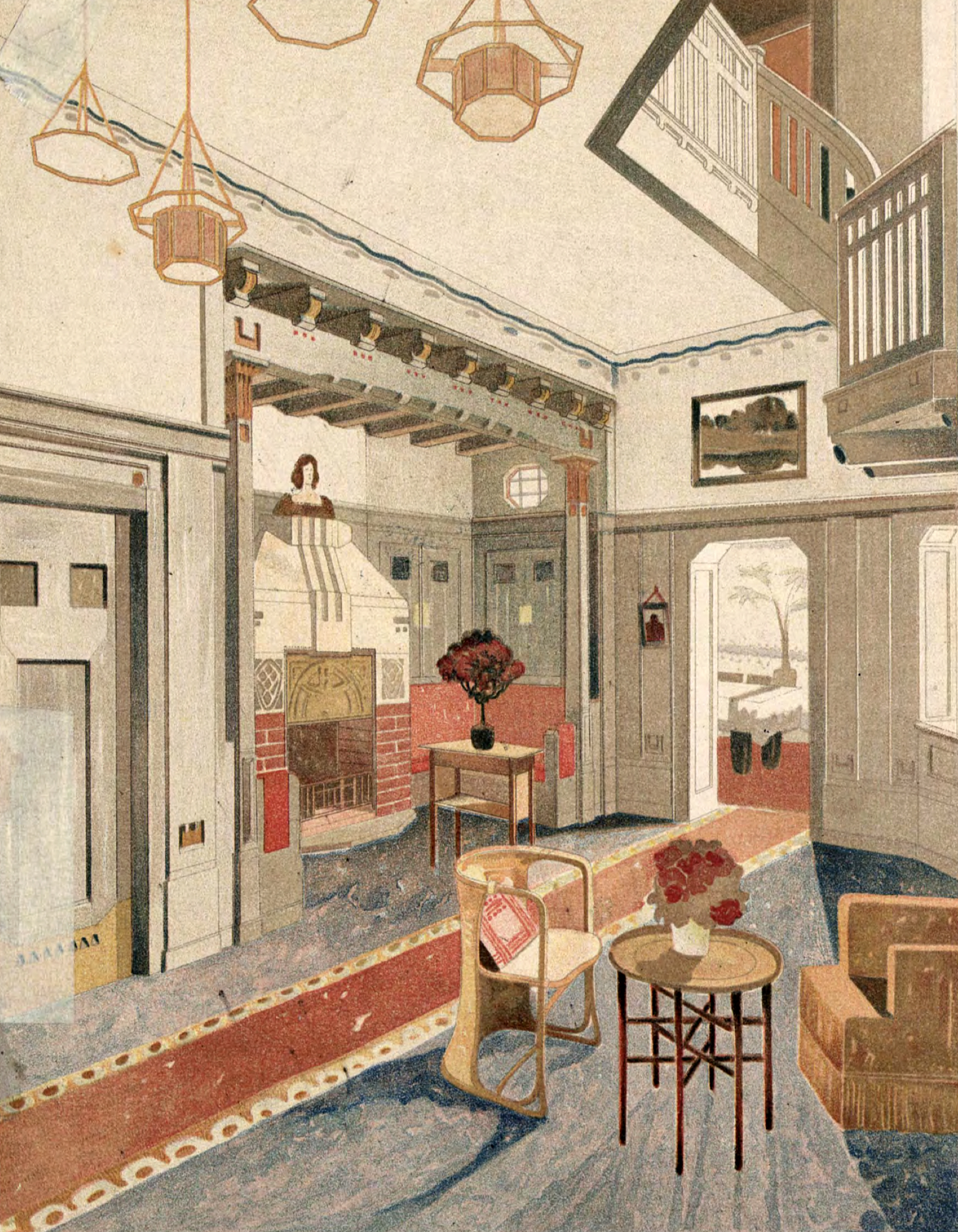
Diele, Entwurf von Richard Bauer, 1905

Auf der Internationale Kunst-Ausstellung und Große Gartenbau-Ausstellung von 1904, in der Abteilung Baukunst im Düsseldorfer Kunstpalast stellte Bauer Aquarelle und Federzeichnungen von Wohn- und Geschäftshäusern, so wie den Entwurf des Ausstellungsgebäudes der Handwerkskammer von 1902 (der Bau des Ausstellungsgebäudes der Handwerkskammer wurde vom Architekten Rudolf Brüning ausgeführt), aus. 1905 veröffentlichte Bauer zusammen mit Regierungsbaumeister Kurt Gabriel und dem Dekorationsmaler Ignaz Wagner (1854–1917) im Verlag für Architektur und Kunstgewerbe von Friedrich Wolfrum in Düsseldorf Studien zu damalig modernen Ausbauten von Gebäuden und Innenräumen. 1909 und 1922 nahm Bauer an der Großen Kunstausstellung Düsseldorf des Vereins zur Veranstaltung von Kunstausstellungen e.V. teil.
Anfang 1900, noch wohnhaft im Elternhaus, hatte Bauer sein Baubüro auf der Kölner Straße 14 und in der Möbelmanufaktur der Gebrüder Bauer auf der Kölner Straße 16 seinen Meisterbrief in Schreinerei gemacht. Als freier Architekt wohnte Bauer auf der Sternstraße 20 und bezog 1906 seinen Neubau Am Wehrhahn 97, wo er bis zuletzt lebte. 1912 eröffnete Bauer ein Atelier für Architektur und Kunstgewerbe im damals neuen „Ludwig-Loewe-Haus“ am Wilhelmplatz 3/8 (heute Konrad-Adenauer-Platz).
Richard Bauer war Mitglied in der Deutschen Freien Architektenschaft (DFA), aus dem der Bund Deutscher Architekten hervorging, und des Architekten- und Ingenieurvereins in Düsseldorf.
Der größte Teil seiner Bauwerke und Innenausstattungen, anfänglich im Stil des Art déco, sind im und auch nach dem Zweiten Weltkrieg abgegangen.

## Bauwerke (Unvollständig)

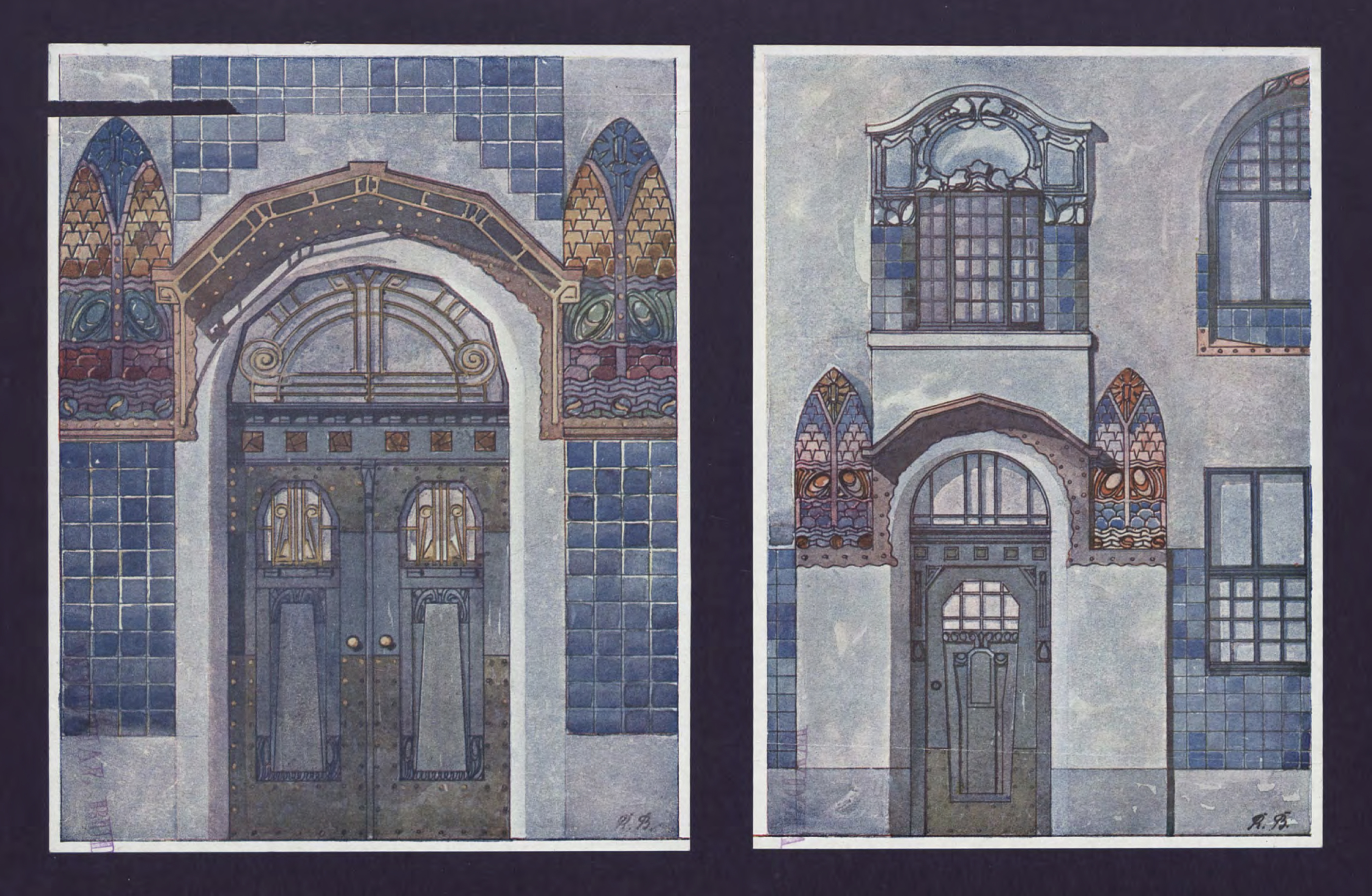
Hauseingänge, in „Der moderne Ausbau“, 1905

- 1903–1904: Geschäfts- und Wohnhaus Grafenberger Allee 32/34, Düsseldorf (abgegangen)
- 1903–1904: Wohnhaus, Steinstraße 13d, Düsseldorf (abgegangen)
- 1905–1906: Geschäfts- und Wohnhaus, Am Wehrhahn 97, Düsseldorf (abgegangen)
- 1913: Büro- und Lagergebäude Artur Haendler & Co. (Stahlwerkserzeugnisse), Erkrather Straße 167, 169, 171, Flingern-Süd
- 1914: Rheinmetall-Verwaltungsgebäude, Ulmenstraße 125 (heute Rheinmetallallee 1), Düsseldorf-Derendorf